# Daemyung Sangmu
Daemyung Sangmu, var ett professionellt ishockeylag med sin bas i Seoul, Sydkorea, som från säsongen 2013/2014 spelade i Asia League Ice Hockey (ALIH) fram till och med säsongen 2015/2016. Sangmu (상무, 尙武) är en sportdivision av Sydkoreas armé. 

## Historik

### Bakgrund
Sangmu bildades 2012 (och ishockeysektionen 2013) av Sydkoreas myndigheter, som ett led i förberedelserna inför  Olympiska vinterspelen 2018 i Pyeongchang. Flera av spelarna i laget gör vid sidan av ishockeyspelandet sin militärtjänstgöring. De flesta av spelarna i laget spelar också i Sydkoreas landslag. Då Sangmu är ett militärt lag (olikt de två andra koreanska lagen i ligan Anyang Halla och High1) har de inte möjligheten att kontraktera några importspelare. Inte heller kan spelare tradas till andra klubbar under sin militärtjänstgöring. Därför måste klubben förlita sig lokalproducerade talanger, och första säsongen var samtliga spelare i truppen födda i Seoul.

### Asia League Ice Hockey  (2013- )
Första säsongen slutade Sangmu på andra plats i grundserien, men förlorade sedan i semifinalen mot Nippon Paper Cranes med 3-0 i matcher.